# Damochlora spina
Damochlora spina är en snäckart som beskrevs av Alan Solem 1985. Damochlora spina ingår i släktet Damochlora och familjen Camaenidae. IUCN kategoriserar arten globalt som sårbar. Inga underarter finns listade i Catalogue of Life.